# 益金
益金（えききん）とは、法人税法第22条第2項において定められた法人税法において課税所得の基礎となる法人税法上の固有の概念である。「益金は、総体的な概念であって、法人税法が損益法的計算原理を採用している所得金額計算の積極的要素である」と説明されている。

## 概要
益金は、資本等の取引によるものを除いた法人の資産の増加をきたす収益の額とされる。つまり、法人税法では益金を取引に係る収益として捉えている。取引に係る収益とは、実現した利益のみが所得であるという考え方（実現主義）に基づくものであり、未実現利益については、原則として益金から除かれ、課税の対象外とされている。しかし、実現した利益は原則としてすべて益金に含まれるというのが当該規定の趣旨であるから、法人税法においても所得税法と同様に包括所得概念が構成されているといえる。従って、取引自体及び取引に関係する収益発生基因によって生じた収益は、営業内・外、合法・不法、有効・無効、金銭形態の如何に関わらず全て益金を構成するのである。
法人税法における法人の課税所得に関する基本構造は、法人税法第22条（各事業年度の所得の金額の計算）第1項において、「内国法人の各事業年度の所得の金額は、当該事業年度の益金の額から当該事業年度の損金の額を控除した金額とする。」と規定されている。つまり、法人税法における法人の課税所得は、益金の額から損金の額を差し引いた結果の額である。益金及び損金という法的概念を意義付けることによって、演繹的に法人税法における法人の課税所得の意義を明確にすることができる点から、これらの概念は特に重要である。

## 意義
法人税法第22条第2項において、益金の額の所得金額計算上の事業年度への法的な帰属と益金の額の内容に関する事項を規定している。この規定では益金について、「別段の定め」を除くほかは、当該事業年度の益金の額に算入すべきものとして次の4つのものを挙げている。益金の額は、これら4つの収益の額の全部の合計としての総称の意味を持つ。
1. 資産の販売に係る当該事業年度の収益の額
2. 有償又は無償による資産の譲渡又は役務の提供に係る当該事業年度の収益の額
この部分の規定は、接続詞「又は」が2箇所あるため、合計で次の4通りの場合を定めている。
  - 　有償による資産の譲渡に係る当該事業年度の収益の額
  - 　無償による資産の譲渡に係る当該事業年度の収益の額
  - 　有償による役務の提供に係る当該事業年度の収益の額
  - 　無償による役務の提供に係る当該事業年度の収益の額
3. 無償による資産の譲受けに係る当該事業年度の収益の額
4. その他の取引で資本等以外のものに係る当該事業年度の収益の額

## 収益計上の帰属時期の法的基準（権利確定主義）
収益（すなわち益金）の額を計上するべき事業年度の帰属時期の基準について、最高裁平成5年11月25日判決（民集47巻9号5278頁）において「収益は、その実現があった時、すなわち、その収入すべき権利が確定したときの属する年度の益金に計上すべきものと考えられる」としてその一般論が述べられている。これがいわゆる法的基準としての権利確定主義（権利発生主義）である。
これに対立する概念として、経済的基準説の立場からの会計学上の実現主義がある。
なお、前述において引用した最高裁判決では「権利の確定時期に関する会計処理を、法律上どの時点で権利の行使が可能となるかという基準を唯一の基準としてしなければならないとするは相当でなく、取引の経済的実態からみて合理的なものとみられる収益計上の基準のなかから、当該法人が特定の基準を選択し、継続してその基準によって収益を計上している場合には、法人税法上も右会計処理を正当なものとして是認すべきである。」として、法人の選択した権利の確定時期に関する会計処理が一般に公正妥当と認められる会計処理の基準に適合し、かつ法人税法のする公平な所得計算という要請に反するものでなければ、これを法的基準として容認するものであることを法人税法第22条第4項との関係で判示している。

## 参考条文
第22条（各事業年度の所得の金額の計算）第4項
　内国法人の各事業年度の所得の金額の計算上当該事業年度の益金の額に算入すべき金額は、別段の定めがあるものを除き、資産の販売、有償又は無償による資産の譲渡又は役務の提供、無償による資産の譲受けその他の取引で資本等取引以外のものに係る当該事業年度の収益の額とする。 